# Herpangina
Herpangina (do grego herpi, subindo e latim angina, dor sufocante) é uma infecção dolorosa da garganta causada pelo vírus coxsackie. Usualmente, a herpangina é produzida por uma linhagem particular de coxsackievirus A, mas também pode ser causada por outros enterovírus como o coxsackievirus B ou o echovirus. Embora a herpangina possa ser assintomática, os sintomas geralmente associados são febre alta e dor de garganta ao engolir. Tipicamente se dissemina pela via fecal-oral ou pela saliva das pessoas infectadas.
É caracterizada por um pequeno número (em média 4) de lesões no fundo da boca. As lesões progridem inicialmente de máculas vermelhas para vesículas brancas e então para ulcerações que podem ter de 2 a 4 mm de tamanho. As lesões curam sozinhas em 7 a 10 dias.

## Epidemiologia
- Mais comumente afeta crianças
- Tipicamente ocorre no verão

## Sintomas

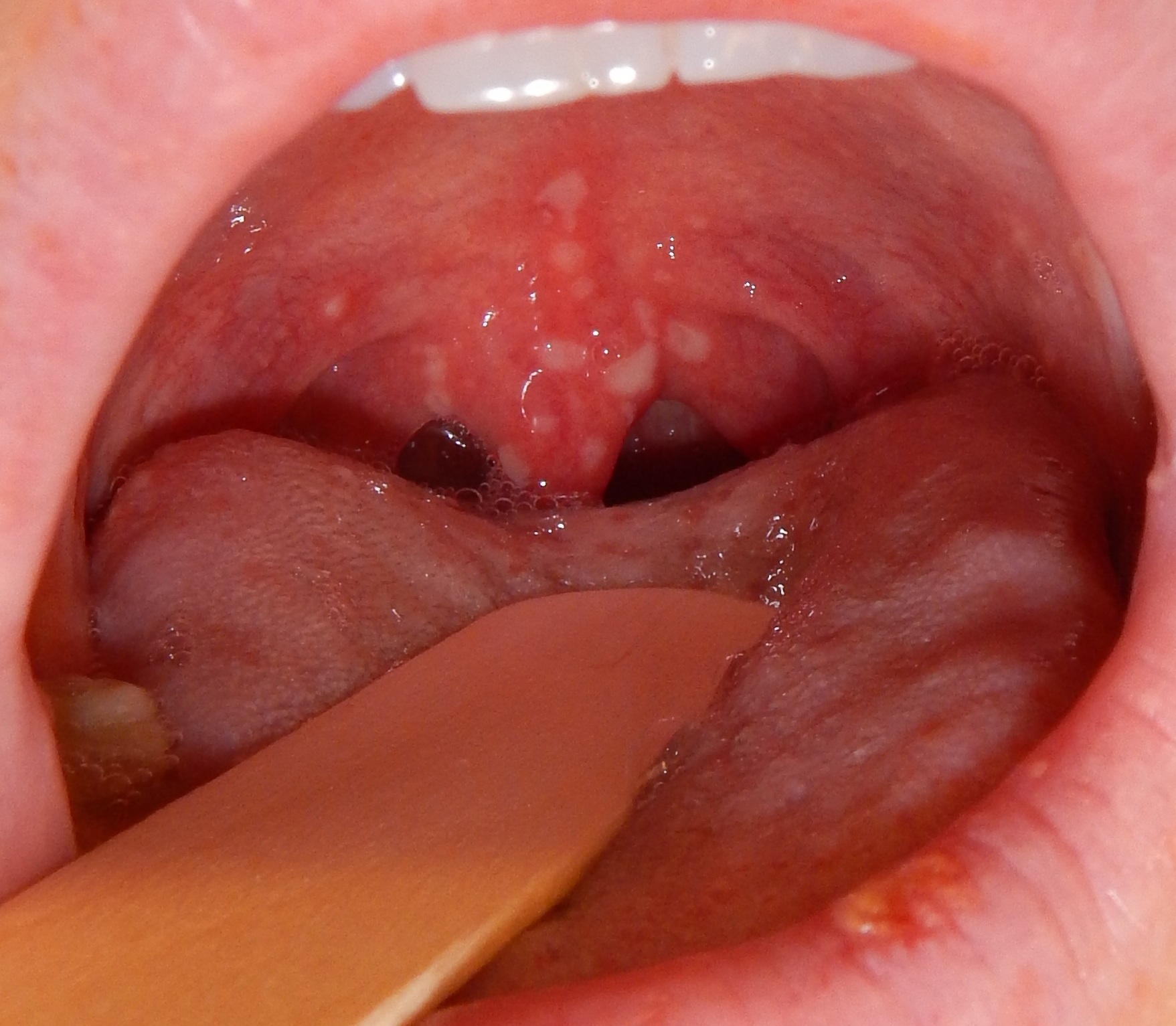
Vesículas brancas no palato e úvula características.

Os sintomas tem curta duração, não mais do que 1 semana, e incluem:
- Dor de garganta severa ao engolir (odinofagia)
- Febre (38-40oC)
- Desidratação
- Dor referida no ouvido, especialmente quando engolindo
- Pequenas lesões vesiculares com base esbranquiçada no palato mole próximas à úvula e foices anteriores das amígdalas

## Diagnóstico
Um diagnóstico pode ser feito observando as lesões brancas características no fundo da boca. Como a maioria das faringites são virais auto-limitadas, não é necessário outros exames.

## Tratamento
Como a maioria das viroses, o tratamento é sintomático com AINEs (ex: ibuprofeno ou dipirona) e soro, melhorando mesmo sem tratamento em menos de uma semana.